# Vietnamosasa darlacensis
Vietnamosasa darlacensis är en gräsart som beskrevs av To Quyen Nguyen. Vietnamosasa darlacensis ingår i släktet Vietnamosasa och familjen gräs. Inga underarter finns listade i Catalogue of Life.